# Кубок Польщі з футболу 1954—1955
Кубок Польщі з футболу 1954–1955 — 5-й розіграш кубкового футбольного турніру в Польщі. Титул вперше здобула Легія (Варшава).

## Календар
| Раунд        | Матчі | Клуби   |
| ------------ | ----- | ------- |
| Перший раунд | 17    | 58 → 41 |
| Другий раунд | 9     | 41 → 32 |
| 1/16 фіналу  | 16    | 32 → 16 |
| 1/8 фіналу   | 8     | 16 → 8  |
| 1/4 фіналу   | 4     | 8 → 4   |
| 1/2 фіналу   | 2     | 4 → 2   |
| Фінал        | 1     | 2 → 1   |

## Перший раунд
| Команда 1                   | Рахунок | Команда 2                           |
| --------------------------- | ------- | ----------------------------------- |
| Іскра (Маломіце)            | 1:9     | ГКС Шопеніце (Катовиці)             |
| КС Варка                    | 1:6     | Бронь (Радом)                       |
| Мазовше (Ґруєц)             | 2:1     | Сокул (Оструда)                     |
| Полонія (Ниса)              | 8:0     | Куявяк-2 (Влоцлавек)                |
| Сигнал (Люблін)             | 0:4     | Старт Олдбоє (Краків)               |
| Ґлінік (Ґорліце)            | 3:2 дч  | Люблінянка (Люблін)                 |
| Іна (Голенюв)               | 2:0     | Драва (Дравсько-Поморське)          |
| Куявяк (Влоцлавек)          | 2:0     | Полонія (Піла)                      |
| Мазур (Елк)                 | 2:1     | Окенце (Варшава)                    |
| Полонія (Ходзеж)            | 1:0 дч  | Унія (Ратибор)                      |
| Ґранат (Скаржисько-Каменна) | 4:2     | Сталь (Мелець)                      |
| ЛКС-2 (Лодзь)               | 2:5     | Арка (Гдиня)                        |
| Вармя (Ольштин)             | 3:2     | Гетьман (Білосток)                  |
| ЛЗС (Ґрапіце)               | 1:2     | Стільон (Гожув-Великопольський)     |
| Вісла (Тчев)                | 1:7     | Погонь (Щецин)                      |
| Сандеція (Нови Сонч)        | 4:3     | Конкордія (Пйотркув-Трибунальський) |
| Сталь (Пілчице)             | 1:1 дч  | Колеяж (Лодзь)                      |

Перегравання
| Команда 1       | Рахунок | Команда 2      |
| --------------- | ------- | -------------- |
| Сталь (Пілчице) | -:+     | Колеяж (Лодзь) |

## Другий раунд
| Команда 1                       | Рахунок | Команда 2            |
| ------------------------------- | ------- | -------------------- |
| Бронь (Радом)                   | 1:0     | Мазовше (Ґруєц)      |
| Полонія (Ниса)                  | 1:3 дч  | Рух (Радзьонкув)     |
| Старт Олдбоє (Краків)           | 3:1     | Ґлінік (Ґорліце)     |
| Іна (Голенюв)                   | 8:1     | Куявяк (Влоцлавек)   |
| Маримонт (Варшава)              | 4:1     | Спуйня (Стшелін)     |
| Мазур (Елк)                     | 3:2     | Колеяж (Лодзь)       |
| Арка (Гдиня)                    | 5:2     | Вармя (Ольштин)      |
| Стільон (Гожув-Великопольський) | 0:3     | Погонь (Щецин)       |
| ГКС Шопеніце (Катовиці)         | 2:4     | Сандеція (Нови Сонч) |

## 1/16 фіналу
| Команда 1                   | Рахунок | Команда 2            |
| --------------------------- | ------- | -------------------- |
| Бленкітні (Кельце)          | 2:0     | Полонія (Битом)      |
| Вісла (Краків)              | 2:0     | Гурник (Забже)       |
| Гарбарня (Краків)           | 0:1     | Рух (Хожув)          |
| Бронь (Радом)               | 1:8     | Шомберки (Битом)     |
| Рух (Радзьонкув)            | 2:7     | Одра (Ополе)         |
| Старт Олдбоє (Краків)       | 2:1     | Шленза (Вроцлав)     |
| Іна (Голенюв)               | 0:1     | АКС (Хожув)          |
| Маримонт (Варшава)          | 1:4     | Полонія (Бидгощ)     |
| Гвардія (Варшава)           | 3:2     | Лех (Познань)        |
| Полонія (Ходзеж)            | 0:4     | Полонія (Варшава)    |
| Ґранат (Скаржисько-Каменна) | 2:3     | Легія (Варшава)      |
| Арка (Гдиня)                | 0:2     | Краковія (Краків)    |
| Погонь (Щецин)              | 1:2     | Гурник (Валбжих)     |
| Сандеція (Нови Сонч)        | 2:3     | Лехія (Гданськ)      |
| Гурник (Радлін)             | 2:3     | Тарновія (Тарнув)    |
| ЛКС (Лодзь)                 | 3:1     | Заглембє (Сосновець) |

## 1/8 фіналу
| Команда 1             | Рахунок | Команда 2         |
| --------------------- | ------- | ----------------- |
| Бленкітні (Кельце)    | 0:2     | Гвардія (Варшава) |
| Вісла (Краків)        | 0:1     | Лехія (Гданськ)   |
| Гурник (Валбжих)      | 1:0     | Рух (Хожув)       |
| Шомберки (Битом)      | 1:2     | Одра (Ополе)      |
| Старт Олдбоє (Краків) | 2:2 дч  | Полонія (Бидгощ)  |
| АКС (Хожув)           | 1:3     | Полонія (Варшава) |
| Легія (Варшава)       | 3:2     | Краковія (Краків) |
| Тарновія (Тарнув)     | 1:2     | ЛКС (Лодзь)       |

Перегравання
| Команда 1             | Рахунок | Команда 2        |
| --------------------- | ------- | ---------------- |
| Старт Олдбоє (Краків) | 1:2     | Полонія (Бидгощ) |

## 1/4 фіналу
| Команда 1         | Рахунок | Команда 2         |
| ----------------- | ------- | ----------------- |
| Гвардія (Варшава) | 1:2 дч  | Лехія (Гданськ)   |
| Гурник (Валбжих)  | 2:1     | ЛКС (Лодзь)       |
| Одра (Ополе)      | 2:1     | Полонія (Бидгощ)  |
| Легія (Варшава)   | 2:1     | Полонія (Варшава) |

## 1/2 фіналу
| Команда 1       | Рахунок | Команда 2        |
| --------------- | ------- | ---------------- |
| Лехія (Гданськ) | 2:0     | Одра (Ополе)     |
| Легія (Варшава) | 6:1     | Гурник (Валбжих) |

## Фінал
| 29 вересня 1955 |

| Легія (Варшава)                              | 5:0      | Лехія (Гданськ) |
| -------------------------------------------- | -------- | --------------- |
| Кемпний 2', 8', 52' Поль 32' Стшикальскі 75' | Протокол |                 |

| Стадіон Війська Польського, Варшава Глядачів: 10 000 Арбітр: Францішек Фрончик |